# Vila (Andora)
Vila – wieś w Andorze, w parafii Encamp. Według danych na rok 2012 liczy 1037 mieszkańców.